# Wierzbołowce
Wierzbołowce (ukr. Вербилівці, Werbyliwci), Wierzbiłowce – wieś na Ukrainie w rejonie rohatyńskim obwodu iwanofrankiwskiego.